# جون مور (مصمم أزياء تقليدية)
جون مور (بالإنجليزية: John Moore)‏ هو مصمم الإنتاج أمريكي، ولد في 1924 في كارولاينا الشمالية في الولايات المتحدة، وتوفي في 27 سبتمبر 2006.

## وصلات خارجية
- جون مور على موقع IMDb (الإنجليزية)
- جون مور على موقع قاعدة بيانات الفيلم (الإنجليزية)